# Классификатор (UML)
Классификатор в языке моделирования UML — обобщённая концепция описания структурных и поведенческих свойств некоего элемента системы. Существует три основных вида классификаторов: классы, типы данных и интерфейсы, однако к классификаторам также относятся ассоциации, акторы, элементы Use Case, сигналы, компоненты, узлы, варианты использования и подсистемы. Помимо простых свойств (атрибутов и операций) классификаторы имеют большое количество расширенных. Отношения между классификаторами включают в себя обобщение, ассоциацию, реализацию и разного рода зависимости (использование и т. п.)
В большинстве языков программирования постулируется классификация всех объектов как однозначная, то есть каждый объект может принадлежать только единственному классу. Язык UML исходит из более общего принципа, в рамках которого объекты могут принадлежать сразу нескольким классам одновременно. Таким образом, множественная классификация объектов может рассматриваться как прямая аналогия множественному наследованию.